# MV Rhosus
L'MV Rhosus va ser un vaixell de càrrega abandonat a Beirut a finals de 2013, després d'haver estat declarat no apte per navegar i que els noliejadors es desentenguessin de la càrrega. Les 2750 tones de nitrat d'amoni que portava el vaixell van ser confiscades i portades a terra l'any 2014, esdevenint posteriorment la causa de les explosions de Beirut de l'any 2020. L'últim propietari del vaixell va ser l'empresari rus Igor Grechushkin. El vaixell es va enfonsar al port de Beirut l’any 2018.

## Descripció
El Rhosus feia 86 metres de llargada i 12 d'amplada. Tenia un pes net de 1900 tones, i un tonatge de pes mort de 3226 tones. Feia servir un motor Hanshin de 1500 KW de potència.

## Història
El vaixell va ser construït l'any 1986 per la companyia japonesa Tokuoka Zosen i inicialment el va utilitzar una empresa marítima japonesa per dragar el fons oceànic. Posteriorment es va transformar en un vaixell de càrrega per a grans enviaments.
El Rhosus va pertànyer a diverses companyies i va rebre diversos noms:
- Daifuku Maru 8 (2002)
- Seokjung 505 (205)
- Zheng Long (2007)
- New Legend Glory (2008)
- Rhosus (2012, Geòrgia)
- Rhosus CL (2012, Moldàvia)

L'any 2012 el vaixell va passar a mans de l'empresari rus Igor Grechuskin, qui en va ser l'últim propietari documentat.
El 28 de juliol de 2013 el Rhosus va ser detingut al port de Sevilla per les autoritats espanyoles en detectar-hi diverses deficiències en una inspecció.

### Abandonament
El setembre de 2013 el Rhodus havia de portar una càrrega de nitrat d'amoni d'alta densitat des de Rustavi Azot (Geòrgia) a una fàbrica d’explosius de Matola. El 21 de novembre va fer port a Berirut. Hi ha discrepàncies sobre el motiu d’aquesta parada: mentre que algunes fonts apunten a problemes mecànics, altres apunten manca de fons per pagar els peatges del canal de Suez.
Durant la parada es van produir danys a la carcassa del vaixell per moviment de la maquinària pesada. Part de l'estructura que contenia el nitrat d'amoni es va veure afectada, així que el control portuari va declarar la nau no apta per a la navegació. Part de la tripulació va ser repatriada però s'hi va quedar el capità, l'enginyer en cap, el tercer enginyer i el contramestre per tenir cura del vaixell.
El propietari es va declarar en fallida i va abandonar el vaixell després que els noliejadors perdessin l'interès en la càrrega. Els creditors li reclamaven factures impagades per valor de 100.000 dòlars. La tripulació va quedar a la seva sort, cada vegada amb menys provisions i sense poder abandonar el vaixell per motius migratoris. Després d'alguns esforços diplomàtics, un jutge libanès va permetre que tornessin a casa després d'un any de confinament.
La càrrega de nitrat d'amoni es va desembarcar i guardar a l'Hangar 12 del port de Beirut l'any 2014 per orde judicial, fins a la seva explosió el 4 d'agost de 2020.

### Enfonsament
En una entrevista de l’any 2020 l’últim propietari del Rhosus va declarar que el vaixell s'havia enfonsat uns dos o tres anys enrere a causa d’un petit forat en el casc, per on havia anat entrant aigua. Euronews va establir la data de febrer de 2018.